# بیماری خون‌ریزی پوزه

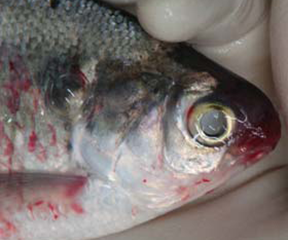
بیماری خون‌ریزی پوزه در یک گواف آمریکایی.

بیماری خون‌ریزی پوزه (به انگلیسی: Viral hemorrhagic septicemia) از بیماری‌های ویروسی در آزادماهیان (قزل‌آلا) است
بیماری خون‌ریزی پوزه (VHS) یک بیماری فصلی است که شدیدترین اپیدمی آن در اواخر زمستان و اوایل بهار زمانی که درجه آب بالا می‌رود، دیده می‌شود.
این بیماری یک بیماری واگیردار مشخص است که ظهور و شیوع آن در یک موسسه پرورش ماهی معمولاً در پی وارد کردن ماهیان قزل آلای زنده از یک موسسه آلوده دیگر دیده می‌شود.
براساس مشاهدات چندین ساله متخصصان بیماری ماهی سه شکل برای این بیماری تعریف شده‌است: حاد، مزمن و عصبی

## نشانه‌های خارجی
حاد: این شکل از بیماری در اوایل بهار مشاهده می‌شود که با مرگ و میر شدید و سریع همراه است. قزل آلای مبتلا به رنگ تیره درآمده و بیرون زدگی یک طرفه چشم در آن واضح است. نشانه‌های کم خونی و رگه‌های خونریزی بر روی آبشش‌ها دیده می‌شود، همچنین در بافت ملتحمه دور چشم‌ها نیز خونریزی مشاهده می‌شود.
مزمن: در پی شکل حاد، حالت مزمن با تلفات کم مشخص می‌شود. قزل آلای مبتلا، رنگ تیره و تقریباً سیاه دارد و بیرون زدگی چشم شدید و دو طرفه در آن دیده می‌شود. همچنین کم خونی شدید و تغییر رنگ آبششها در اثر کم خونی مشاهده می‌شود. لازم به ذکر است خونریزی در حالت مزمن خفیف تر است و حتی در برخی موارد ممکن است دیده نشود.
عصبی: این حالت تنها با مشاهده حرکات ماهیان در آب قابل تشخیص است. قزل آلای مبتلا حرکات مارپیچی به سمت بستر حوضچه یا مرکز نرده‌های خروجی آب نشان می‌دهد و در مسیر مدوری بر روی یک پهلو همراه با حرکات متشنج و انقباضی و گاهی روی آب شنا می‌کند. این ماهیان را با هیچ گونه علامت خارجی نمی‌توان از ماهیان سالم تشخیص داد جز شکم جمع و منقبض و آبشش‌های با رنگ قرمز طبیعی.

## نشانه‌های داخلی
مشخص‌ترین نشانه داخلی خونریزی‌های پراکنده‌است به ویژه در بافت ملتحمه چشمی، عضلات، چربی‌های دور احشایی، کیسه شنا، صفاق، قلب و...
در آزمایش بافت، تجمع گلبول‌های قرمز توام با پلاسمای منعقد شده دیده می‌شود که به احتمال زیاد ناشی از پاره شدن مویرگ هاست. کبد در شکل حاد پرخون و به رنگ یاقوتی تیره‌است در حالی که در حالت مزمن بسیار رنگ پریده و مایل به خاکستری است. کلیه در شکل حاد به رنگ قرمز بوده و معمولاً نازک است در حالی که در حالت مزمن به رنگ خاکستری تمایل دارد و حجیم و مواج است. سایر اندامهای قزل آلای مبتلا به VHS نشانه‌های مشخصی از خود نشان نمی‌دهند و در شکل عصبی یافتن ضایعات کلان و ریز غیرممکن است.